# 東石漁港
東石漁港，位於嘉義縣東石鄉朴子溪出海口北側，為台灣西部重要的漁獲進出港，具有豐富之漁獲以供應各種新鮮海產，屬於第二類漁港。本區海岸由於北有外傘頂洲為屏障，南、北各有八掌溪、北港溪出海，東石漁港外構成一片廣闊淺灘棚，附近居民多從事浮吊式牡蠣養殖，由於此類淺海養殖多以動力漁筏進行海上作業，因此東石漁港大部份以容納動力漁筏為主。

## 介紹
清領時期
東石原有一舊漁港，舊稱猴樹港，1691年，吳燕與黃石從泉州府晉江縣東石鄉渡海來台，在此經營養殖業，後來將此港口改稱為東石港。
日治時期
1897年，台灣總督府將東石港指定為特別輸出入港，允許其與中國貿易，以供應台灣中南部來自對岸的物資，如木材、陶器、布料等用品。1903年，在港邊建造了堤岸，提供船隻停留，並防止其被河水沖垮。當時的東石港路上交通仍不完備，且港口無法停靠大型船隻，加上鄰近安平港、高雄港的發展，東石港的貿易量自1919年逐漸衰退。
民國時期
1981年，開始興建新的東石漁港，位在東石舊漁港下游的1.5公里處，至1986年漁港部份已完成，計有泊地11.25公頃。陸上設施主要有魚市場、停車場、道路、照明設備。漁港用地新填築之新生地共有18.5公頃，並規劃有商業區、住宅區、學校及托兒所等。東石漁港現今已逐漸轉型為觀光漁港，在新漁港區設有東石漁人碼頭，主要設置了臨海觀景休憩區、木棧道等觀光休憩設施，為民眾看海、散步與採買漁獲的觀光魚市。

## 相關照片

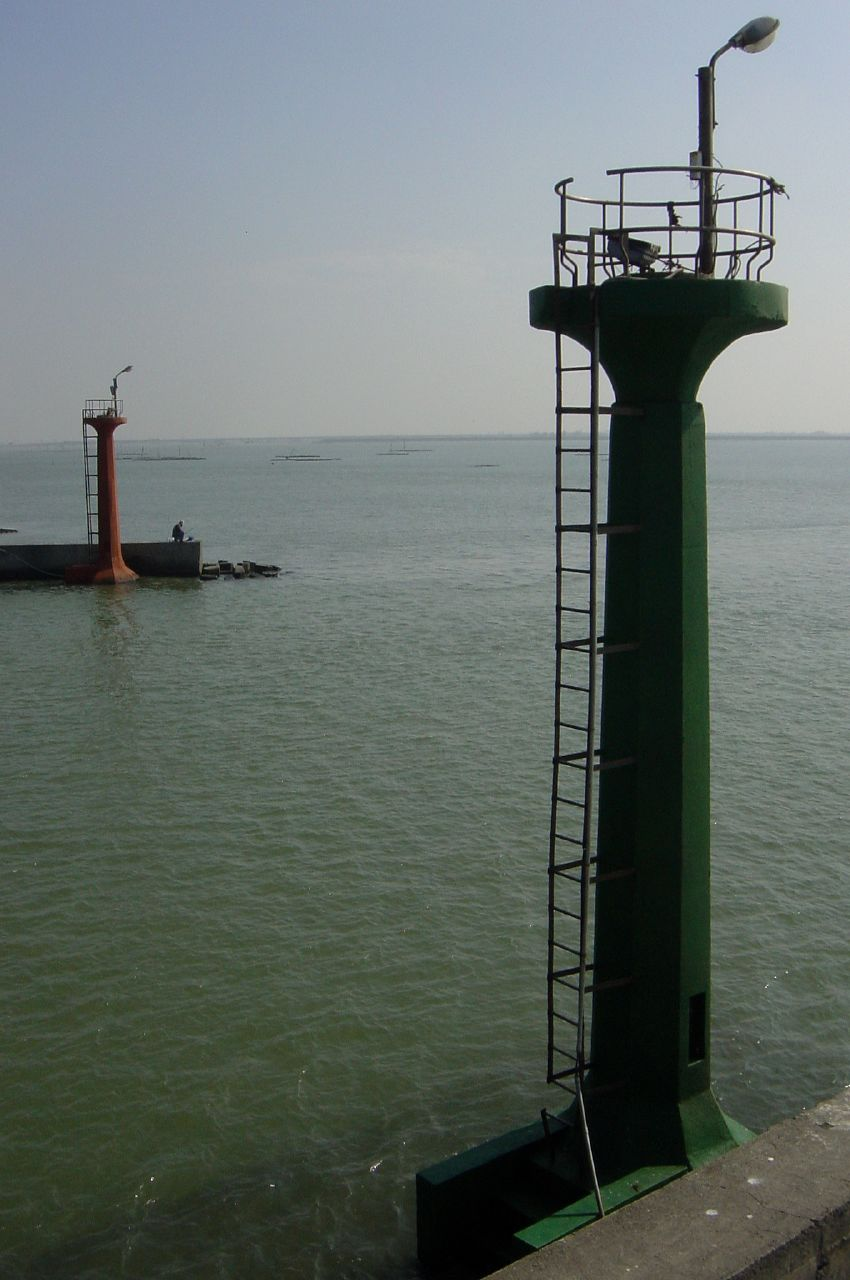
東石漁港入口
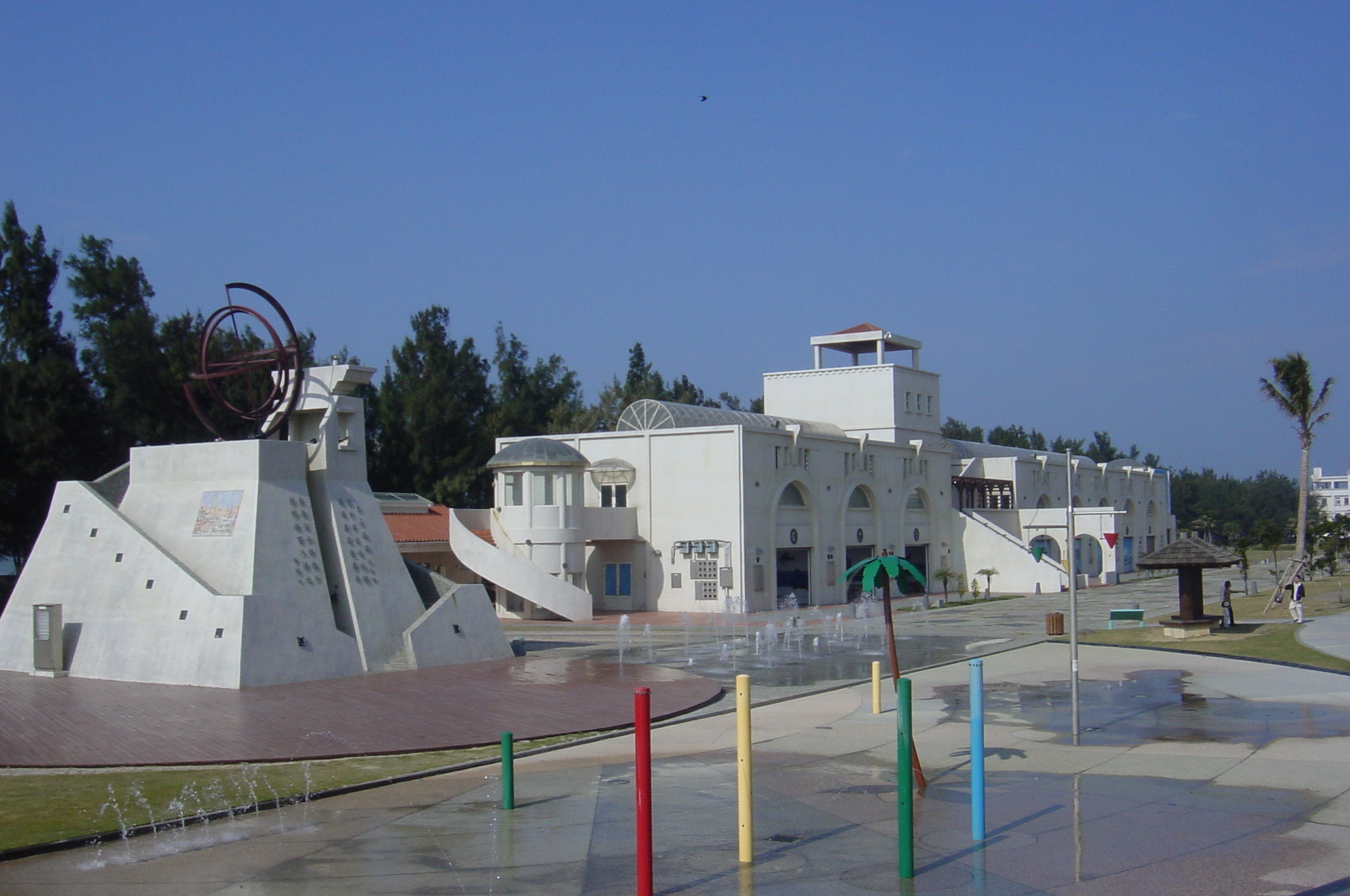
東石漁人碼頭設施
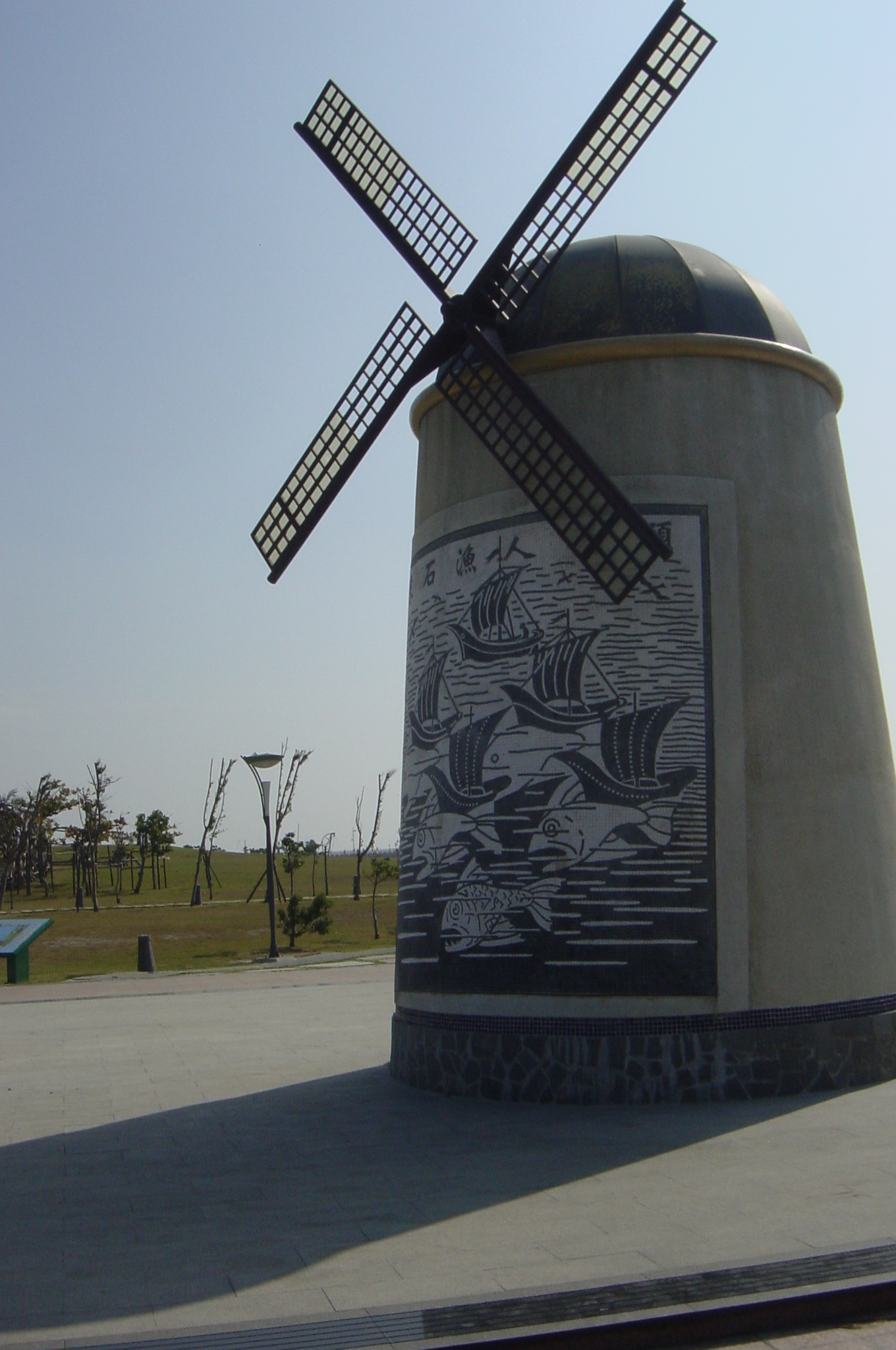
東石漁人碼頭風車
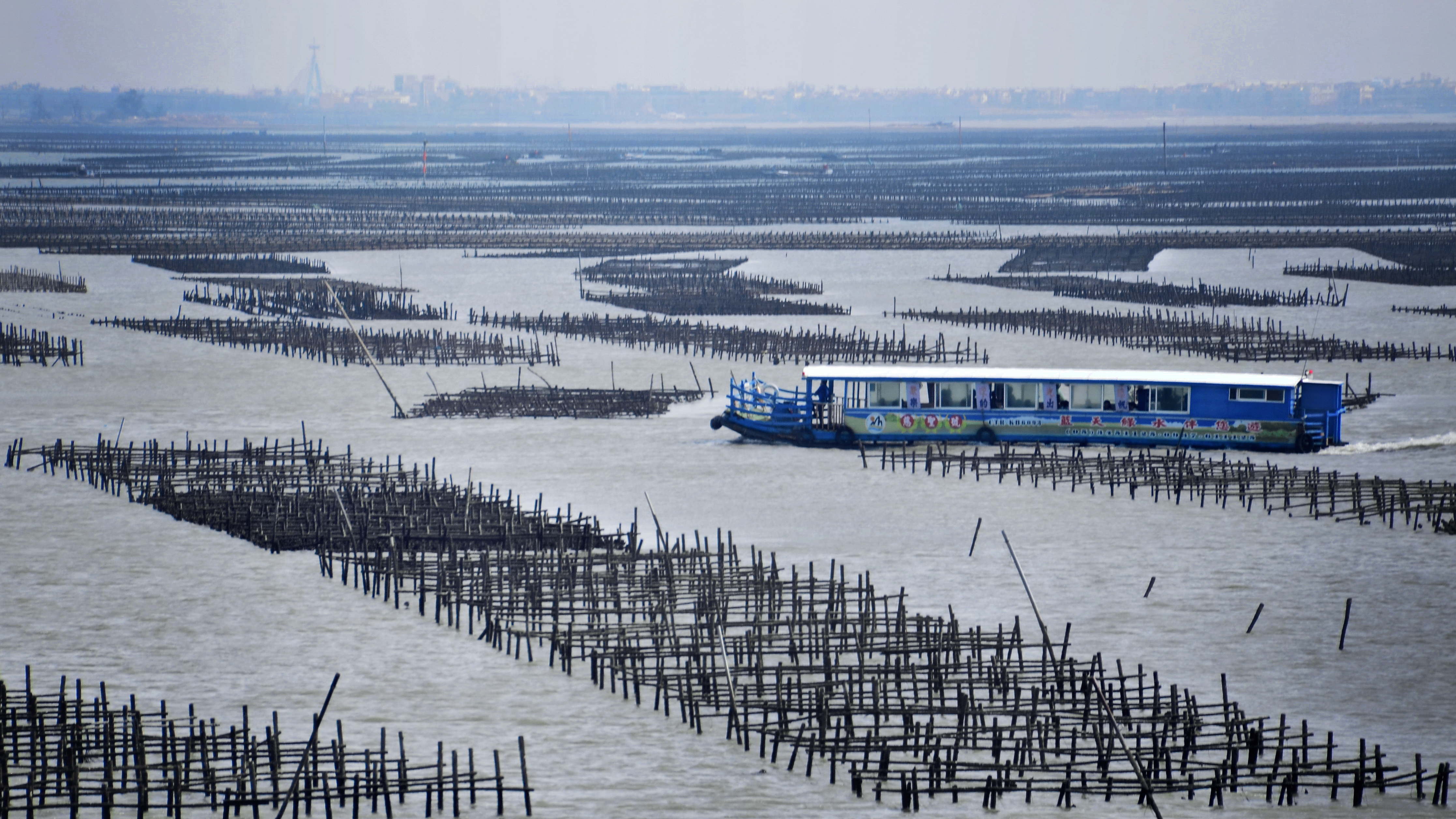
觀光船駛近東石漁港的蚵棚